# Morgonstämning
Morgonstämning (även Blommor och träd) (engelska: Flowers and Trees) är en amerikansk animerad kortfilm från 1932. Filmen ingår i Silly Symphonies-serien.
År 2021 valdes filmen ut för att bevaras i National Film Registry av USA:s kongressbibliotek då den anses vara ”kulturellt, historiskt eller estetiskt betydelsefull”.

## Handling
När två träd blir förälskade i varandra försöker en svartsjuk stubbe att förstöra för dem genom att starta en skogsbrand. Det dröjer dock inte länge förrän regnet kommer och elden släcks.

## Om filmen
I filmen spelas klassisk musik, bland annat Pastoralsymfonin av Beethoven.
Filmen är den första kortfilm som producerades i Technicolor och den första som kom att vinna Oscar för bästa animerade kortfilm.
Filmen hade svensk premiär den 31 oktober 1932 och visades på biografen Lyran i Stockholm.